# فلبوس متطاول
فلبوس متطاول (الاسم العلمي: Phyllobius oblongus) هو نوع من الحشرات يتبع جنس الفلبوس من فصيلة السوسية الحقيقية.